# Alonso Palma
Alonso Palma, conocido también como El Bachiller Palma, historiador español del siglo XV.
Nació en Toledo en fecha no precisada; se conoce, sin embargo, que estudió en Salamanca y acaso fuera un arriscado clérigo de ese nombre que sostuvo un pleito en 1498. Se le conoce una única obra, la Divina retribución sobre la caída de España en tiempo del noble rey Don Juan el Primero, obra que narra desde la batalla de Aljubarrota en 1385 hasta la llegada de los Reyes Católicos a Toro en 1478; se cree pues que fue redactada hacia 1480. Se dirige a un público popular más que erudito y su manuscrito se encuentra en la Biblioteca del Real Monasterio de San Lorenzo de El Escorial. Su primera impresión se hizo en 1879 para la Sociedad de Bibliófilos Españoles por parte del paleógrafo e historiador José María Escudero de la Peña.
- Datos: Q5670192